# Myxobilatus gasterostei
Myxobilatus gasterostei is een microscopische parasiet uit de familie Sphaerosporidae. Myxobilatus gasterostei werd in 1912 beschreven door Parisi. 